# Nikoła Parow
Nikola Parow (bułg. Никола Паров; ur. 1960 w Sofii) – muzyk, aranżer, kompozytor i producent muzyczny. Mieszka w stolicy Węgier, Budapeszcie.
W wieku sześciu lat rozpoczął grę na mandolinie pobierając naukę u swojego dziadka, zawodowego muzyka. W wieku 10 lat zaczął uczęszczać do szkoły muzycznej w klasie fortepianu i wiolonczeli. Później studiował folklor regionalny i w wieku 20 lat w pełni zajął się muzyką, tworząc grupę Zsaratnok, która szybko zdobyła uznanie na międzynarodowej scenie folkowej. Posiada kolekcje instrumentów muzycznych, będących dziedzictwem bałkanów. Wydał kilka płyt. 
W uznaniu jego prac nad kulturą i muzyką bałkanów, otrzymał stypendium fundacji George'a Sorosa i Akademii Nauk w Budapeszcie.
Współpracował m.in. z Andym Irvinem, Davym Spillanem, Bilem Whelanem jako multiinstrumentalista prezentujący muzykę wschodniej Europy.  W 1993 Whelan zaprosił Parova do udziału w produkcji Riverdance. pojawia się we wszystkich trzech teledyskach Riverdance oraz albumach Riverdance and The Roots of Riverdance.
Nikola Parov gra m.in. na kavalu, gadulce, buzuki, gaidzie, gitarze, mandolinie.

## Dyskografia
Samodzielnie
- Nikola Parov: Heterogenial 1994
- Nikola Parov: After Apocalypsis 1989
- Nikola Parov: Kilim 1997

Gościnnie lub wspólnie z innymi artystami
- Nikola et ses amis: Traditional music from the balkan 1991
- Barbaro: Barbaro 1990
- Nikola Parov i Agnes Herczku: Volt nékem szeretőm… 2006
- Balkan Syndicate 2003
- NIKOLA - WORLD ORCHESTRA: Karácsonynak éjszakáján 2001
- Naplegenda 2000
- Bill Whelan: The Roots of Riverdance 1997 Celtic Heartbeat
- Márta Sebestyén: Kismet 1996 Rykodisc
- Bill Whelan: Some Mother's Son 1996 Celtic Heartbeat
- Andy Irvine: East Wind 1995 Tara CD 3027
- Bill Whelan: Riverdance 1995 Celtic Heartbeat
- Zsarátnok: The Balkan Legend 1995 Robi Droli
- Zsarátnok: Folk Music of the Balkans 1995 Hungaroton
- Zsarátnok: The Balkan Move 1998
- Zsarátnok: Paraselene 1989 Hungaroton
- Zsarátnok: Balkan wedding